# Phytomyza kasi
Phytomyza kasi este o specie de muște din genul Phytomyza, familia Agromyzidae, descrisă de Henry Wetherbee Henshaw în anul 1989. Conform Catalogue of Life specia Phytomyza kasi nu are subspecii cunoscute.